# Rocinela murilloi
Rocinela murilloi är en kräftdjursart som beskrevs av Brusca och John B. Iverson 1985. Rocinela murilloi ingår i släktet Rocinela och familjen Aegidae. Inga underarter finns listade i Catalogue of Life.